# Metallputzmittel
Metallreinigungsmittel werden zur Entfernung von Schmutz oder zur Beseitigung von chemischen Veränderung  auf der Metalloberfläche eingesetzt. Die Metalloberfläche gewinnt dadurch ihren alten Glanz zurück.
Metallreinigungsmittel enthalten meist wasserunlösliche Putzteilchen emulgiert in Tensiden.
Da die Putzteilchen sehr klein sind, verursachen sie keine Kratzer auf der Metalloberfläche.
Neben den Tensiden sind häufig auch fettlösende Stoffe wie Laugen, Phosphate sowie Stoffe mit hoher Adsorptionskapazität (Tonmineralien) vorhanden.

## Silber
Silber bildet mit schwefelhaltigen Stoffen leicht Silbersulfid, das als dunkler Überzug auf Silbergegenständen sichtbar wird.
Für die Reinigung von Silbergegenständen nutzt man häufig einfache Hausmittel.
Man kann das Silberbesteck in einen Wassertopf mit Alufolie legen, fügt noch etwas Soda oder Natriumhydrogencarbonat hinzu und erwärmt den Wassertopf. Das Silbersulfid wird dann durch eine elektrochemische Reaktion reduziert, auf der Alufolie scheidet sich der Schwefel ab.
Silbergegenstände können auch mit einer Thiosulfat-Lösung gereinigt werden. Man muss jedoch den Silbergegenstand nach Herausnahme gut mit Wasser abspülen.

## Eisen, Stahlwaren
Auf Eisen kann sich mitunter eine Rostschicht bilden. 
Diese kann zunächst mit einem Entrostungsmittel entfernt werden. Häufig handelt es sich dabei um ein säurehaltiges Mittel, das die Rostschicht auflöst. Anschließend muss die Säure mit einer Sodalösung neutralisiert werden. 
Es besteht auch die Möglichkeit, einen Rostumwandler direkt auf die leicht angerostete Oberfläche aufzutragen. Der Rostumwandler besteht häufig aus Phosphaten, die die Deckschicht in unlösliches Eisenphosphat umwandeln.
Materialien aus Schwarzblech, Weißblech und verzinntem Stahl, z. B. Backblech, Kuchenformen, werden mit heißer Hand-Geschirrspülmittellösung gereinigt, gründlich abgespült und getrocknet. Schwarzblech sollte nicht eingefettet aufbewahrt werden, da die sich zersetzenden Fette dem Material schaden.

## Edelstahl
Eingebrannte organische Verschmutzungen lassen sich mit Natriumhydroxid (Ätznatron) und heißem Wasser entfernen. Dieser Ansatz ist für andere Materialien nicht geeignet.

## Kupfer, Messing, Chrom
Hier verwendet man in der Regel die im Handel käuflichen Produkte.
Dunkle Flecken auf Messing, Kupfer bestehen aus Kupferoxid. Durch Putzen mit Essig oder verdünnter Schwefelsäure können diese entfernt werden.

## Aluminium
Materialien aus nicht eloxierten Aluminium sind beispielsweise Kochtöpfe, Backbleche, Backformen, Schüsseln. Aluminium sollte nie trocken erhitzt werden, gegenüber Säuren und Basen ist Aluminium empfindlich.
Zur Reinigung empfiehlt sich ein Hand-Geschirrspülmittel, für angebrannte und verkrustete Stellen empfiehlt sich Stahlwolle. Anschließend gründlich abspülen und abtrocknen.